# 北初島町
北初島町（きたはつしまちょう）は、兵庫県尼崎市にある町丁。丁目は振り分けられていない。郵便番号は660-0834。

## 地理
東は東初島町に接する。西は東高洲町に接する。北は西松島町、築地、東向島東之町、南は南初島町と接する。

## 交通
鉄道は走っていないが、阪神バスが通っている

### バス
阪神バスが通っている
| 路線名 | 起点       | 町内の停留所                                            | 終点                   |
| ------ | ---------- | ------------------------------------------------------- | ---------------------- |
| 52     | JR尼崎     | (西松島町)-初島町-コスモ工業団地                        | コスモ工業団地         |
| AD1    | 武庫営業所 | (西松島町)-初島町-コスモ工業団地-尼崎ドライブスクール前 | 尼崎ドライブスクール前 |
| AD2    | 阪急塚口   | (西松島町)-初島町-コスモ工業団地-尼崎ドライブスクール前 | 尼崎ドライブスクール前 |
| AD3    | 阪急園田   | (西松島町)-初島町-コスモ工業団地-尼崎ドライブスクール前 | 尼崎ドライブスクール前 |

## 校区[3]
| 区域 | 小学校     | 中学校     |
| ---- | ---------- | ---------- |
| 全域 | 明城小学校 | 成良中学校 |

## 施設
当町は基本的に工場が広がっている
- 尼崎ドライブスクール
- 寝屋川バス兵庫営業所
- 稲荷神社